# Куженга
Куженга — река в России, протекает в Республике Карелия. Впадает в озеро Берёзовое. Длина реки составляет 14 км, площадь водосборного бассейна — 394 км².

## Бассейн
Куженга вытекает из озера Верхнего Куженги (с притоками Лагна и Нара). Протекает через озёра Среднее Куженга и Нижнее Куженга (с притоком ручья Аяроя).
В 6,5 км от устья, по правому берегу реки впадает река Рува, несущая воды из озёр Кибохайни, Компаковского и Хижъярви.

## Данные водного реестра
По данным государственного водного реестра России относится к Баренцево-Беломорскому бассейновому округу, водохозяйственный участок реки — Нижний Выг от Выгозерского гидроузла и до устья. Речной бассейн реки — бассейны рек Кольского полуострова и Карелии, впадает в Белое море.
Код объекта в государственном водном реестре — 02020001312102000006680.